# Pinus chiapensis
Pinus chiapensis (Сосна біла чяпська) — вид дерев роду сосна родини соснових.

## Поширення
Мексика (Герреро, Пуебла, Веракрус, Оахака і Чіапас), Гватемала.
Зростає на висотах від 900 до 1500 метрів над рівнем моря.